# Norm Grekin
Norman Grekin, detto Norm (Filadelfia, 22 giugno 1930 – Bryn Mawr, 29 settembre 1981), è stato un cestista statunitense.

## Carriera
Con La Salle University ha vinto il National Invitation Tournament 1952, venendo nominato miglior giocatore del torneo, insieme con Tom Gola. È stato poi selezionato al Draft NBA 1953 dai Philadelphia Warriors con cui ha esordito il 31 ottobre 1953, data della sua unica presenza nella NBA.
È morto prematuramente a 51 anni di età a causa di un infarto.

## Palmarès
- Campione NIT (1952)
- MVP NIT (1952)